# Мілош Косанович
Мілош Косанович (серб. Милош Косановић; нар. 25 травня 1990) — сербський футболіст, захисник еміратського клубу «Аль-Джазіра».

## Клубна кар'єра
Кар'єру почав у рідному селі Чонопля у клубі Слога Чонопля, звідки переїхав до міста Апатин, де протягом 5 років захищав кольори місцевої Младості. У 2001 році перейшов до Воєводини.
2007 року повернувся до Младості як гравець основної команди, де провів три роки, після чого переїхав до Польщі, де захищав кольори Краковії, в якій виступав до 2014 року. Пограв за бельгійські Мехелен та Стандард, з останнім завоював Кубок Бельгії. Зараз виступає за еміратський клуб Аль-Джазіра.

## Виступи за збірну
У 2012 році зіграв три матчі у складі молодіжної збірної Сербії. Дебютував 29 лютого в товариському матчі проти збірної Боснії і Герцеговини, вийшовши на заміну в середині другого тайму. Також зіграв два матчі у кваліфікації до молодіжного чемпіонату Європи проти Фарерських островів та Англії.
7 вересня 2015 року дебютував за національну збірну Сербії у товариському матчі проти збірної Франції.

## Досягнення
- володар Кубка Бельгії з футболу: 2015/16
- Чемпіон ОАЕ: 2020/21